# Dawn (альбом Garden of Delight)
Dawn — студийный альбом немецкой готической группы Garden of Delight, вышедший в 2001 году на лейбле Trisol.

## Об альбоме
Как и большинство работ группы, Dawn посвящён оккультизму. Однако стоит отметить, что в текстах песен и оформлении буклета к Dawn Артауд Сет использовал различные отсылки и прямые цитаты из творчества поэтов-декадентов, таких как Эдгар По, Артюр Рембо и Шарль Бодлер. По словам Сета, он относился к работе над альбомом как к своего рода способу духовного возрождения, что и отразилось в его названии (англ. Dawn — «Рассвет»). Кроме того, в названии альбома содержится отсылка к названию ордена Золотая Заря — обществу оккультистов начала XX века, в котором некоторое время состоял Алистер Кроули, чьей личности в текстах песен уделено немалое место. В частности, в песне «High Empress (Liber 777)» Артауд Сет откровенно иронизирует над учением Кроули, а в песне «Ceremony» использован семпл его голоса.
В музыкальном плане альбом оказался гораздо более спокойным и эмбиент-ориентированным, нежели предыдущие работы группы, и менее «ро́ковым». Диск получил в целом неплохие отзывы и был довольно тепло принят слушателями.

## Список композиций
Все тексты: Артауд Сет, музыка: Garden of Delight.
1. «High Empress (Liber 777)» — 4:18
2. «Silent Moments (Dawn Part 1)» — 6:32
3. «Eternal Sleep» — 5:30
4. «Exorial» — 4:23
5. «Ceremony» — 7:04
6. «Dawn (Part II–III)» — 8:11
7. «You Have Been Here Before» — 8:27
8. «Hidden Track» — 4:38 (сокращённая версия песни «You Have Been Here Before»)

## Участники записи
- Артауд Сет — вокал, программирование
- Тим Йорк — гитара
- Майк Йорк — гитара
- Ява Сет — бас-гитара